# Brunbröstad flugsnappare
Brunbröstad flugsnappare (Muscicapa muttui) är en asiatisk fågel i familjen flugsnappare inom ordningen tättingar. Den häckar från nordöstra Indien till Vietnam. Vintertid ses den söderut till Sri Lanka. Den minskar i antal, men beståndet anses ändå livskraftigt.

## Utseende och läte
Brunbröstad flugsnappare är en medelstor (13–14 cm), olivbrun flugsnappare med relativt stort huvud, stort öga, bred ögonring samt en lång och tunn näbb. Jämfört med glasögonflugsnapparen är näbben större med helt ljus undre näbbhalva. Vidare har den ljusa ben och fötter, rostbeige kanter på större täckare och tertialer samt en svag rostfärgad ton på stjärten.

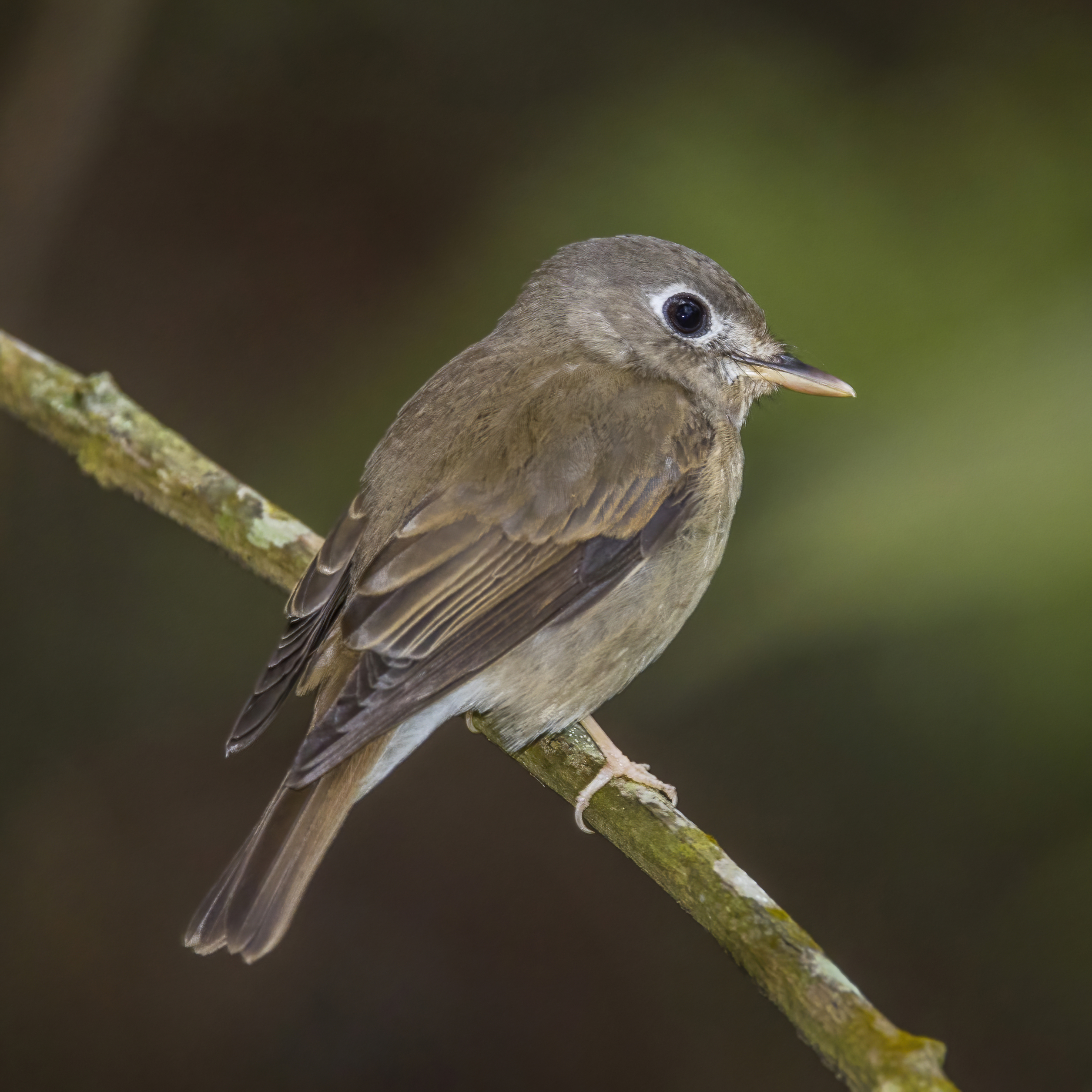
Brunbröstad flugsnappare fotograferad i skogsreservatet Sinharaja på Sri Lanka.

Sången är tystlåten och enkel, endast en fras med korta visslingar.

## Utbredning
Fågeln förekommer från nordöstra Indien till södra Kina och norra Vietnam. Den flyttar vintertid så långt söderut som till Sri Lanka.

## Systematik
Genetiska studier visar att arten står nära glasögonflugsnapparen. Den behandlas som monotypisk, det vill säga att den inte delas in i några underarter.

## Levnadssätt
Brunbröstad flugsnappare häckar i lövfällande bergsskogar och övervintrar i låglänta områden och förberg. Där ses den sitta i skogens mellersta och lägre skikt, varifrån den gör utfall för att fånga flygande insekter på typiskt flugsnapparmanér.

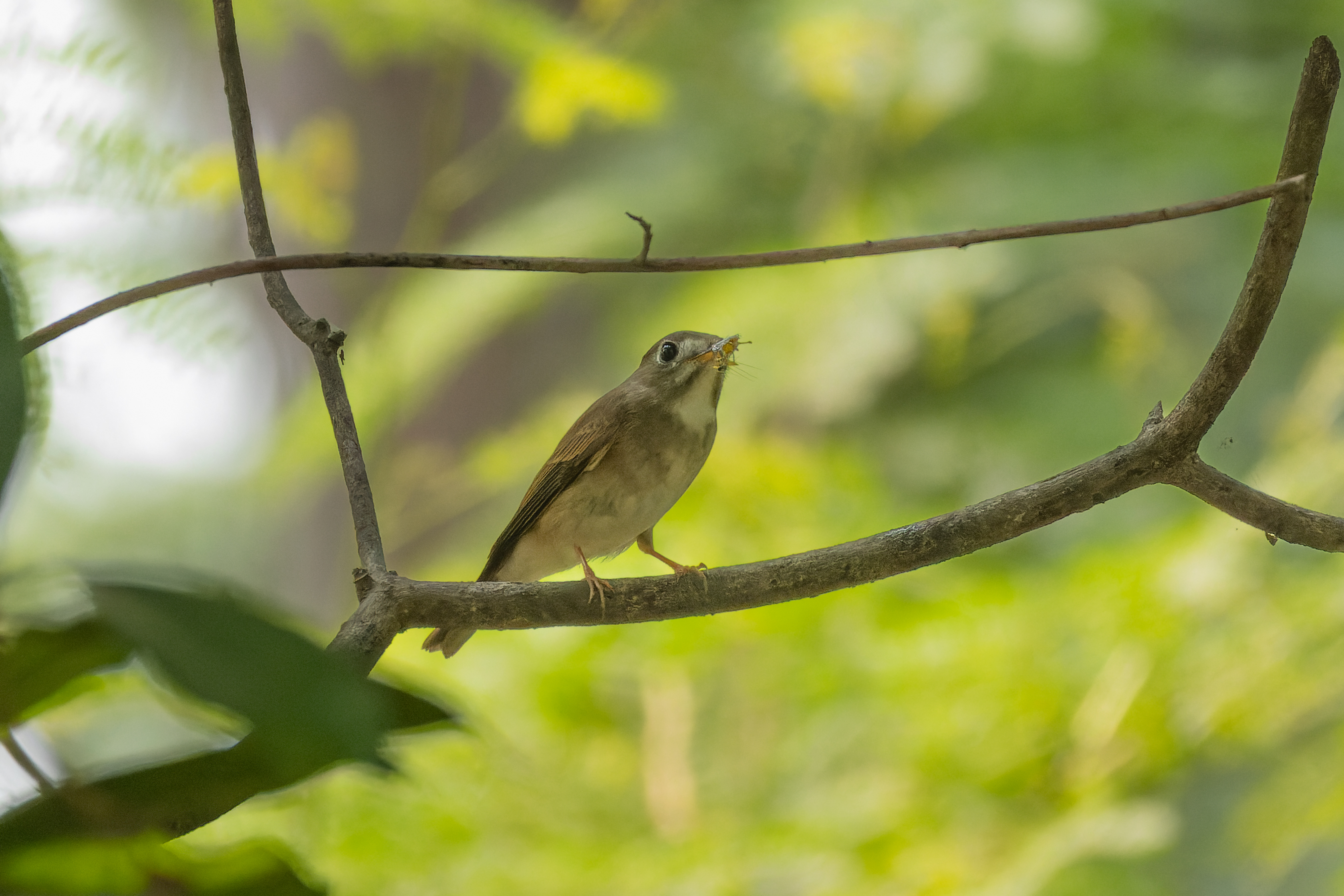

## Status och hot
Arten har ett stort utbredningsområde och en stor population, men tros minska i antal, dock inte tillräckligt kraftigt för att den ska betraktas som hotad. Internationella naturvårdsunionen IUCN kategoriserar därför arten som livskraftig (LC).

## Namn
Fågelns vetenskapliga artnamn hedrar en tamilsk tjänare och jägare vid namn Muttu som samlade in den fågel som sedan utgjorde typexemplaret.